# Prostor
 Ovo je glavno značenje pojma Prostor. Za druga značenja pogledajte Prostor (razdvojba).
Prostor je jedan od najvažnijih pojmova prirodne filozofije, fizike, matematike i likovnih umjetnosti. U najopćenitijem smislu prostorom se bavi topologija.